# Blue Boy (filatelia)
"Blue Boy", en filatelia, es uno sello provisional de correos de la ciudad de Alexandria, estado de Virginia (Estados Unidos), emitido en 1847.

## Descripción
Tiene un valor facial de 5 centavos y un sello circular, indentado y ornamentado con 40 asteriscos. En la parte superior de la estampilla perimetral se lee la palabra “Alexandria”, en la mitad inferior “Post Office” y en el centro “Paid 5” (“Alexandria. Oficina de Correos. Pagado 5”). Su papel es de color azulado, de allí su nombre de "Blue Boy".

## Historia

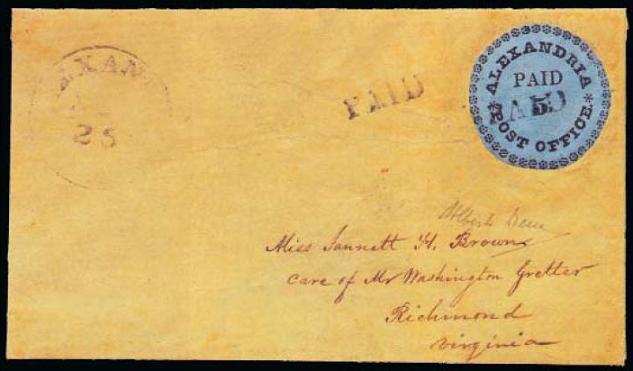
“Blue Boy” de Alexandria, pieza única en el sobre de 1847.

El sobre de 1847 con el único ejemplar de “Blue Boy” fue vendido en 1981 por 1 millón de dólares.
Se considera que la estampilla fue lanzada por el jefe de correos de Alexandria Daniel Bryan en 1846. Sin embargo, fuentes posteriores afirman que la estampilla apareció en 1847, posiblemente, después de la salida de las primeras estampillas postales oficiales de Estados Unidos.
El 25 de noviembre de 1847 el ciudadano de Alexandria James Wallace Hooff envió la carta desde Richmond a su prima Jannett Brown, con la cual comenzó una relación en secreto. Pronto se casaron. Después de la muerte de su hija mayor, su otra hija, Mary Goulding Fawcett, obtuvo como herencia la caja decorativa donde se guardaba la carta, que, por razones desconocidas, se decidió mantenerla cerrada por un largo tiempo.
Finalmente, después de 28 años, entre los diversos objetos, Fawcett descubrió el paquete con las cartas, cubiertas por una seda negra, que su padre había escrito a su madre, cuando eran prometidos. Allí se incluía la carta de 1847, en un sobre donde había una única estampilla azulada de Alexandría de valor facial de 5 centavos.